# غاسباشو مانشوا

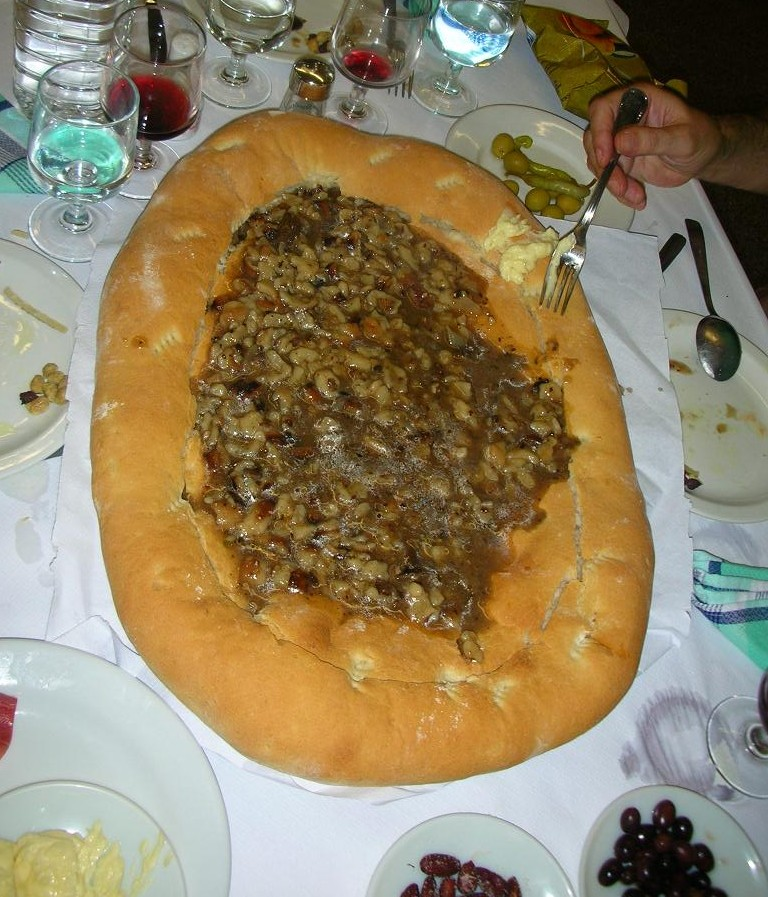
غاسباشو كاستالا قبل إضافة قطع اللحم.

غاسباشو مانشوا أو غاسباشو الوهراني (بالإسبانية: Gazpachos manchegos) هو حساء طريدة صغيرة واللحم الأبيض يرافقه فطائر قمح تسمى طورطاس دي غاسباشو (بالإسبانية: tortas de gazpacho). هذا الطبق يؤكل ساخن من الأفضل وينبغي عدم الخلط بينه وبين الحساء البارد الذي يحمل نفس الاسم.